# Muralles de Jerusalem
Les muralles de Jerusalem (àrab: أسوار القدس, aswār al-Quds; hebreu: חומות ירושלים‎) són les muralles que envolten la ciutat vella de Jerusalem. Van ser construïdes entre 1535 i 1538, quan Jerusalem formava part de l'Imperi Otomà, per ordre del sultà Suleiman I.

## Característiques
La longitud de les muralles és de 4.018 metres, l'altura mitjana és de 12 metres i l'amplada mitjana, 2,5 metres. Les muralles inclouen trenta-quatre torres de vigilància i vuit portes.
El 1981, les muralles de Jerusalem van ser agregades, juntament amb la ciutat vella de Jerusalem, a la llista del Patrimoni de la Humanitat de la Unesco.
Les muralles de Jerusalem, que van ser construïdes originalment per protegir la ciutat d'intrusions, actualment serveixen sobretot d'atracció turística, ja que amb l'avenç de les arts de la guerra i de l'artilleria de gran calibre, ja fa molt temps que van deixar de servir com un mitjà de protecció per a la ciutat.